# Corrosión por erosión
La corrosión por erosión es el efecto producido cuando el movimiento de un agente corrosivo sobre una superficie de metal acelera sus efectos destructivos a causa del desgaste mecánico.
La importancia relativa del desgaste mecánico y de la corrosión es a menudo difícil de determinar, y varía considerablemente de una situación a otra. El papel de la erosión se atribuye generalmente a la eliminación de películas superficiales protectoras: por ejemplo, las películas protectoras formadas por el óxido generado por el aire. Un metal oxidado ralentiza su deterioro porque la superficie ya oxidada dificulta que el interior continúe oxidándose. Si por ejemplo el polvo o la arena, impulsadas por el viento, eliminan esa capa exterior de óxido, el metal continuará deteriorándose al haber perdido su protección.
La corrosión por erosión tiene generalmente el aspecto de pequeños hoyos lisos. El ataque puede también exhibir un patrón direccional relacionado con la trayectoria tomada por el corroyente, al igual que por movimientos sobre la superficie del metal. La corrosión por erosión prospera en condiciones de alta velocidad, turbulencia, choque, etc. De manera frecuente, aparece en bombas, mezcladores y tuberías, particularmente en curvas y codos. Las partículas en suspensión duras son también frecuentes causantes de problemas. Estos se evitan mediante cambios en el diseño, o seleccionando un material más resistente. Este material, además de ser más duro, generalmente debe presentar una resistencia a la corrosión superior incluso en condiciones estancadas o sin movimiento de fluidos.